# ¡Mucha Lucha!
¡Mucha Lucha! (também escrito como Os Mexiquinhos) é uma série de desenho animado estadunidense que foi produzida pela Warner Bros. Animation e Nelvana. O desenho conta a história de três crianças que frequentam uma escola de professional wrestling onde aprendem a usar vários tipos de golpes de luta para um dia se tornarem lutadores profissionais.

## Sinopse
O desenho está centralizado na história de três crianças: Rikochet, Buena Niña e Pulga. Juntos eles freqüentam a Mundialmente Renomada Escola Internacional de Lucha onde aprendem a lutar de acordo com as regras do código de lucha mascarada (lucha libre). Eles vivem várias aventuras junto de outros personagens da série, além de lutar contra inimigos e ajudar seus amigos na hora que precisam.

## Vozes
- Rikochet: Carlos Alazraqui (1ª-2ª temporadas); Jason Marsden (3ª temporada)
- Buena Niña: Kimberly Brooks
- O Pulga: Candi Milo
- El Rey: Patrick Warburton

## Em Portugal
Em 2006, a série foi finalmente estreada no Cartoon Network. No mesmo ano, estreou a terceira e última temporada no dia 5 de Agosto.